# 宇高連絡船
宇高連絡船（うこうれんらくせん）は、かつて岡山県玉野市の宇野駅と香川県高松市の高松駅との間で運航されていた日本国有鉄道（国鉄）・四国旅客鉄道（JR四国）の航路（鉄道連絡船）である。実際の距離は11.3海里（21.0 km）だが、営業キロ上の距離は18.0 km（擬制キロ）であった。

## 概要

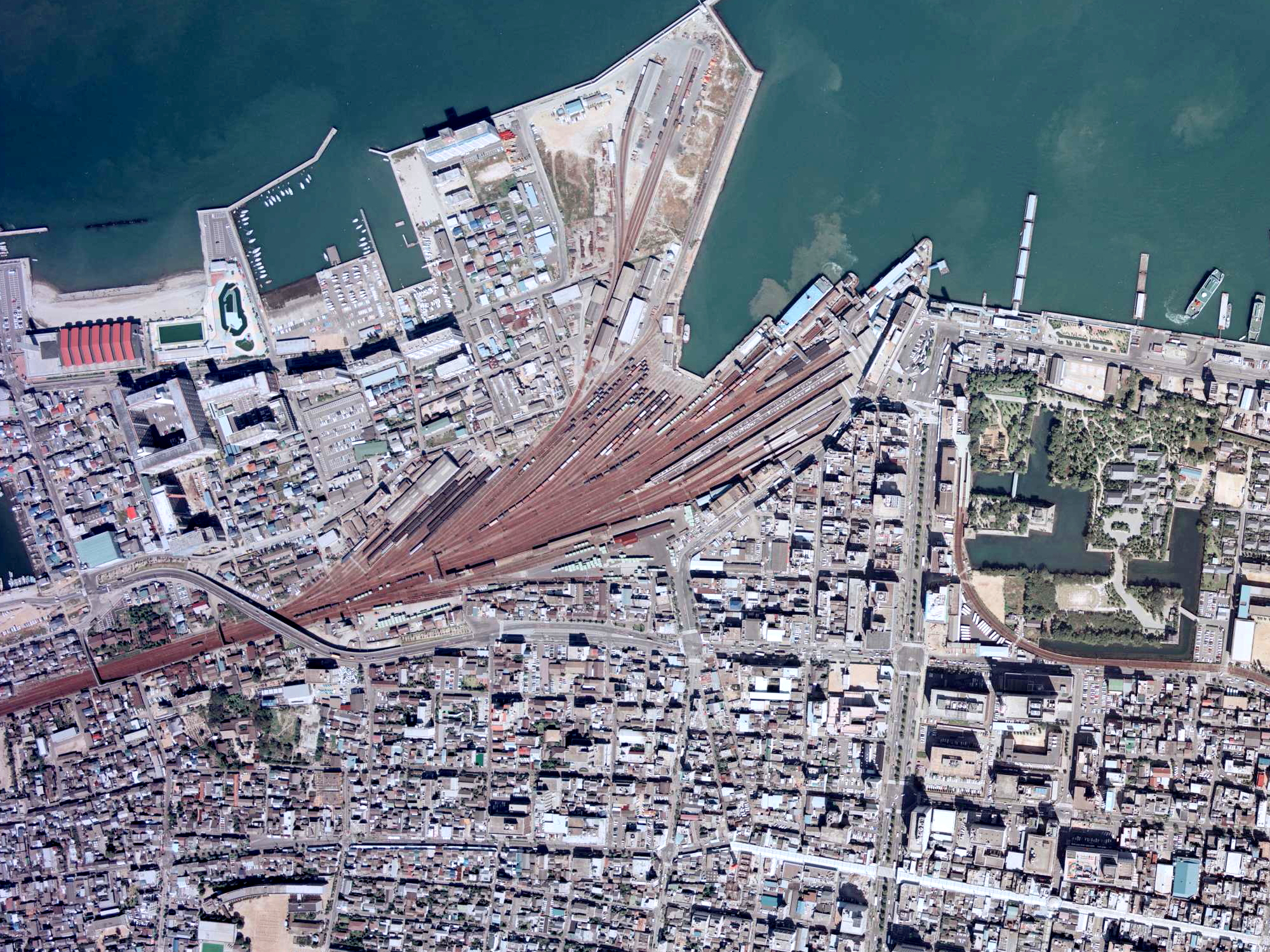
旧高松駅周辺の空中写真。
画像中央上部には、連絡船桟橋（左側には連絡船が接岸中）が二箇所見える。その右側で￢型に突き出ているのがホーバークラフトのりば（1980年10月撮影）。後に再開発で埋め立てられ、今のサンポート地区になった。
。

1903年（明治36年）3月18日に山陽鉄道傘下の山陽汽船商社が開設した、岡山港 - 高松港間および多尾連絡船（多度津港 - 尾道港間）を前身とする。元々は玉藻丸は岡山港-高松港間に、児島丸は多尾連絡船に就航していた。岡山港 - 高松港間航路は、浅喫水船で岡山を出て途中三蟠港で玉藻丸に乗り換え。利用客が低迷したために、同年8月に九蟠、9月に土庄（小豆島）も経由する様に改められた。また、多尾連絡船は当初は直通だったが、1906年（明治39年）6月に鞆港を経由する様になった。両航路とも、1906年（明治39年）の鉄道国有化で国鉄の航路になり、宇高連絡船就航前日まで就航した。
山陽本線を建設した山陽鉄道は、予讃線、土讃線の一部を建設した讃岐鉄道を1904年（明治37年）に買収した時点で宇野 - 高松間航路の計画を立てていたが、実現したのは同社が鉄道国有法に基づき国有化された後のことだった。
1910年（明治43年）6月12日に宇野線が開通。これまでの山陽汽船商社が開設した、多尾連絡船（尾道 - 多度津間）及び、岡山 - 高松間航路を統合し、宇野 - 高松間の航路が開設された。船舶は、2航路で使われていた船舶2隻（玉藻丸・児島丸）を転用した。
以後、本州と四国を結ぶ幹線交通路として重用されてきた。戦後は鉄道省から国鉄の航路となった。
1972年（昭和47年）11月8日にはホーバークラフトが就航し、急行便として従来の3分の1の所要時間で到着できるようになった。
1985年には高速艇も就航し、多客期などの臨時急行便として運航された。
1987年（昭和62年)4月1日、国鉄の分割民営化に伴い、JR四国の航路となった。
1988年（昭和63年）4月9日、本四備讃線（瀬戸大橋線）の翌日開業で本四間を列車で往来出来るようになったため、連絡船とホーバークラフトが運航を終了。
高速艇だけが宇野周辺へのアクセスのために残されたが、旅客激減で1990年（平成2年）3月に休止。事実上の終航となった。
再開されないまま、翌1991年（平成3年）3月を以て、JRの宇高航路は廃止された。

## 歴史

### 就航
1910年（明治43年）6月12日午前11時から宇野停車場構内で宇野線開通式が行われた。これに先立って10時過ぎに宇野駅に来賓列車が着き、高松港からも連絡船玉藻丸で来賓が到着した。この日から宇野 - 高松間に玉藻丸と児島丸の2隻体制で1日4往復の運航を開始した。

### 紫雲丸の沈没事故
1955年（昭和30年）5月11日、濃霧の中、紫雲丸と第三宇高丸が衝突して前者が沈没し168人が死亡する「紫雲丸事故」が発生した。この事故をきっかけに乗客が乗った客車の航送は中止。事故を受けた組織見直しで国鉄四国支社（のち四国総局）に宇高船舶管理部が設置された。
紫雲丸乗船客781人のうち修学旅行による乗船客は349人で、犠牲者のうち100人は修学旅行中の生徒・児童だった。以降数年間（中には瀬戸大橋開通前年まで）、香川県内の学校の修学旅行の目的地は、宇高航路を利用しない四国内に変更されたほどである。
本四架橋（本州四国連絡橋）の構想は1889年（明治22年）5月に大久保諶之丞から出されていたが、この紫雲丸事故の発生によってさらに具現化していった。

### 終航
1988年（昭和63年）4月9日、高松 - 宇野間の連絡船とホーバークラフトは運航を終えた。同日17時47分発の最後のホーバークラフト出航に合わせて高松港で終航式が開催された。また、同日夜の最後の連絡船出航に合わせて高松と宇野の桟橋で終航式が開催され、高松発22時47分、宇野発10日0時5分の臨時便が最終便の運航となった。
翌4月10日からは先に改装を終えていた讃岐丸が高松港からの瀬戸大橋周遊観光船として就航した。1996年に運航終了。
高速艇は「JR宇高高速ライン」と新たに名付けられ存続したが、旅客減で1990年3月末を以て休止。翌年そのまま廃止された。
瀬戸大橋の開通によって、本州四国間の移動時間は道路で3分の1、鉄道で4分の1に短縮された。また、霧の影響が少なくなり交通の確実性が向上し、宇野 - 高松間では年間300便近くのフェリーが欠航していたが、瀬戸中央自動車道の通行止めは年平均1.2回となっている。
なお、宇高航路には旧国鉄やJR四国の宇高連絡船以外にも民間会社数社が参入していたが、1988年（昭和63年）の瀬戸大橋の開通に伴い多くは減便した。その後、2019年（令和元年）12月に四国急行フェリーが航路を休止したことで宇高航路は一旦の終焉となった。

### 沿革

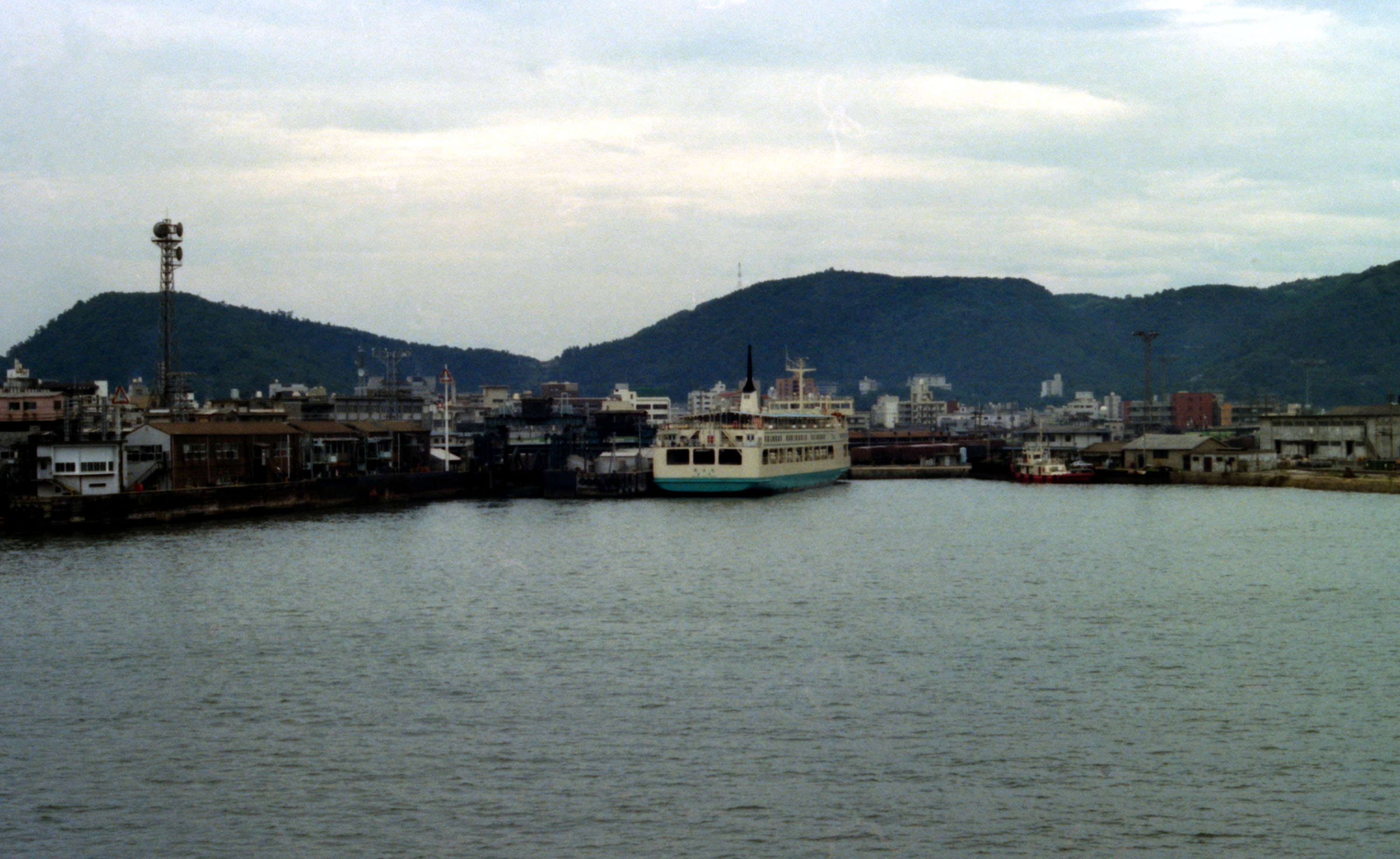
出港する船上より高松港を望む（1981年8月12日）

- 1903年（明治36年）3月18日：前身となる山陽汽船商社の岡山港 - 高松港間および多尾連絡船（多度津港 - 尾道港間）就航。
- 1906年（明治39年）12月1日：鉄道国有法に伴い、山陽汽船商社の航路が国有化。
- 1910年（明治43年）6月12日：官設鉄道宇野線 岡山 - 宇野間が開通し、岡山港 - 高松港間と多尾連絡船の両航路を統合し、宇野 - 高松間の航路を開設。玉藻丸・児嶋丸就航。前日に岡山港 - 高松港間および多尾連絡船廃止。
- 1917年（大正6年）5月15日：水島丸就航。常時2船運航となる。
- 1921年（大正10年）10月10日：貨車渡艀曳航による貨車航送を開始。
- 1923年（大正12年）
  - 6月29日：山陽丸就航。玉藻丸、高松港に係船。
  - 7月3日：南海丸就航。
- 1924年（大正13年）3月1日：玉藻丸・児嶋丸を瀬戸内連絡急行汽船会社に売却。
- 1929年（昭和4年）11月23日：第一宇高丸就航。陸上設備の完成まで貨車渡艀曳航による貨車航送を続ける。
- 1930年（昭和5年）4月1日：陸上設備の完成により第一宇高丸、貨車航送を開始。
- 1934年（昭和9年）7月12日：第二宇高丸就航。
- 1937年（昭和12年）8月12日：第一宇高丸、聖川丸（川崎丸株式会社所属）と衝突し、沈没。
- 1942年（昭和17年）
  - 9月26日：関門トンネル開通に伴い、第三・第四・第五関門丸、下関 - 小森江航路より転属。10月23日から運航開始。
  - 11月4日：第一関門丸、下関 - 小森江航路より転属。11月24日から運航開始。
- 1943年（昭和18年）
  - 5月12日：南海丸、座礁し沈没。
  - 5月21日：第二関門丸、下関 - 小森江航路より転属。関門丸型5船による全船運航を開始。
- 1947年（昭和22年）
  - 7月6日：紫雲丸就航。
  - 10月14日：第二宇高丸、第三関門丸と衝突し沈没。
- 1948年（昭和23年）
  - 2月26日：眉山丸就航。
  - 6月25日：鷲羽丸就航。
  - 12月27日：山陽丸・南海丸・第一 - 第五関門丸の運航廃止。
- 1949年（昭和24年）
  - 3月1日：宇野・高松港の第2バース完成により使用開始。同日、紫雲丸型3隻により車両航送開始。
  - 6月1日：日本国有鉄道法施行に伴い、公共企業体日本国有鉄道（国鉄）に移管。
- 1950年（昭和25年）
  - 3月25日：紫雲丸、直島水道にて鷲羽丸と衝突し1度目の沈没。
  - 5月10日：第一 - 第五関門丸を日本自動車航送株式会社に売却。
  - 10月1日：大阪駅 - 松山駅・須崎駅間に直通準急列車を設定。宇高連絡船では客車を積み込んで航送。乗客が乗った客車の車両航送が開始された。
- 1955年（昭和30年）5月11日：紫雲丸が第三宇高丸と衝突して沈没し168人が死亡する事故が発生（紫雲丸事故・国鉄戦後五大事故の一つ）。
- 1972年（昭和47年）11月8日：ホーバークラフト就航[7]。
- 1980年（昭和55年）10月1日：夜行急行列車「鷲羽」[注釈 1]と接続した高松0時台発及び宇野2時台発の便を廃止[9][10]。
- 1985年（昭和60年）
  - 3月14日：夜行急行列車「いよ2号」[注釈 2]及び窪川駅始発[注釈 3]の夜行快速列車[注釈 4]と接続する、高松4時頃発の便を臨時運航化[11][13]。
  - 12月：多客期、またホーバークラフトが定期検査で休航となる際に、臨時便として高速艇が就航。
- 1987年（昭和62年）4月1日：国鉄分割民営化に伴い、四国旅客鉄道（JR四国）に移管。
- 1988年（昭和63年）4月9日：本四備讃線（瀬戸大橋線）の翌日開業に伴い、連絡船とホーバークラフトが終航[1]。高速艇は存続。
- 1990年（平成2年）3月31日：利用者の大幅減により高速艇の運航を休止[1]。事実上の終航となる。
- 1991年（平成3年）3月15日：JR宇高航路廃止。
- 2010年（平成22年）6月12日：宇高航路100周年を記念し、JR四国の主催で、四国フェリーの船をチャーターし「宇高連絡船メモリアルクルーズ」を開催。
- 2019年（令和元年）12月16日：四国フェリーが運航を休止。宇野・高松間の直行航路が109年の歴史に幕を下ろす。

## 駅一覧

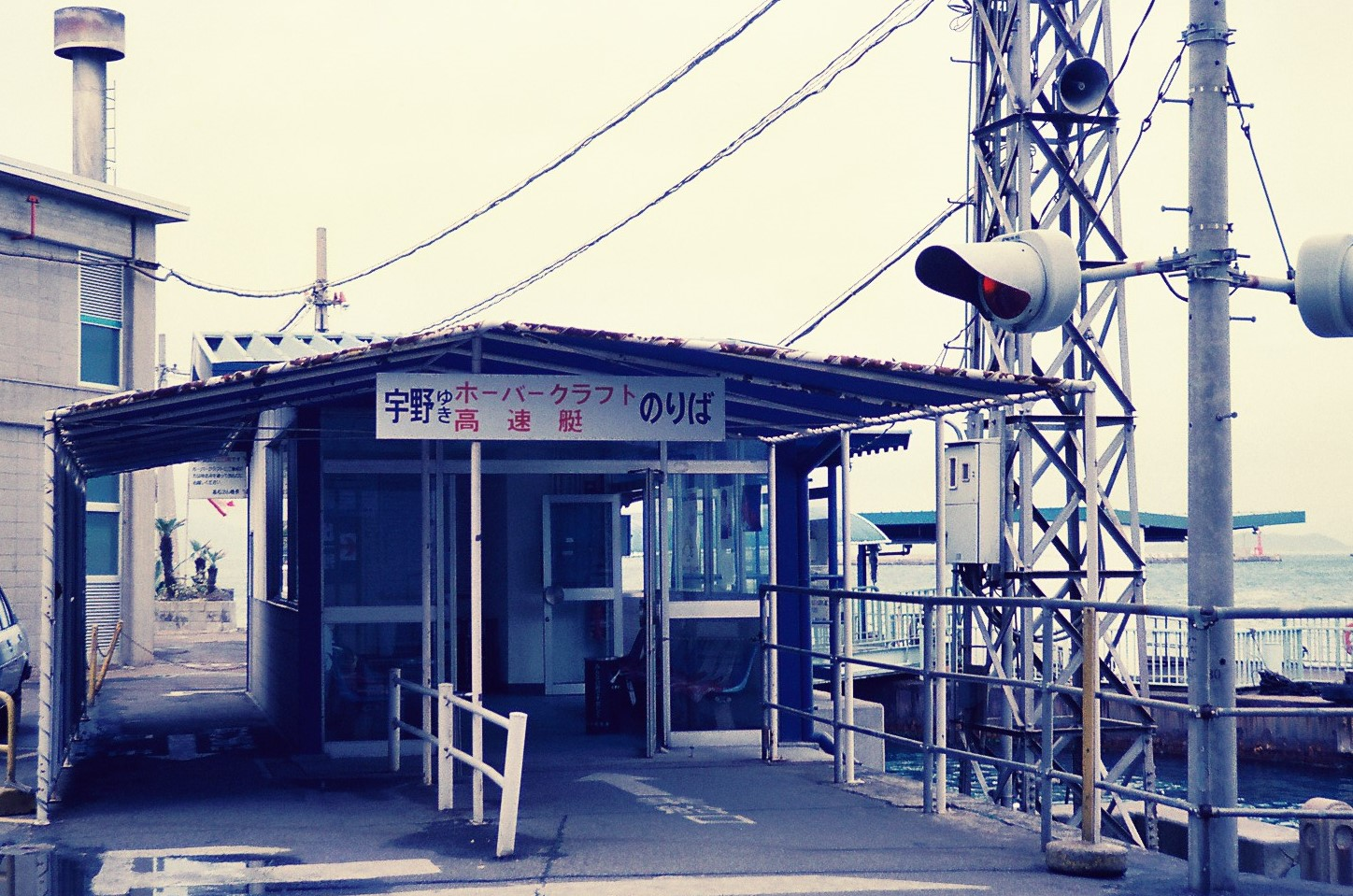
旧高松駅のホーバークラフト・高速艇乗り場（1988年3月）。現在のJRホテルクレメント高松1階カフェテラスの位置にあたる。

所在地・接続路線は廃止当時のもの。
| 駅名   | 営業キロ | 接続路線                     | 所在地       |
| ------ | -------- | ---------------------------- | ------------ |
| 宇野駅 | 0.0      | 西日本旅客鉄道：宇野線       | 岡山県玉野市 |
| 高松駅 | 18.0     | 四国旅客鉄道：予讃線・高徳線 | 香川県高松市 |

## 就航船
客船
玉藻丸・児島丸・水島丸・南海丸・山陽丸
鉄道航送船（貨物船）
第一宇高丸・第二宇高丸・第三宇高丸・第一関門丸・第二関門丸・第三関門丸・第四関門丸・第五関門丸・第一讃岐丸
鉄道航送船（客貨船）
紫雲丸（瀬戸丸）・鷲羽丸・眉山丸・讃岐丸（後の第一讃岐丸）
伊予丸・土佐丸・阿波丸・讃岐丸（2代目）
ホーバークラフト
かもめ・とびうお・はくちょう
高速艇
ひかり2号（四国フェリー、1985年12月28日 - 1986年1月7日）・プリンセスオリーブ（両備運輸、1986年3月1日 - 14日、7月1日 - 7日）・しおかぜ（共同汽船、1986年7月8日 - ）

### ギャラリー

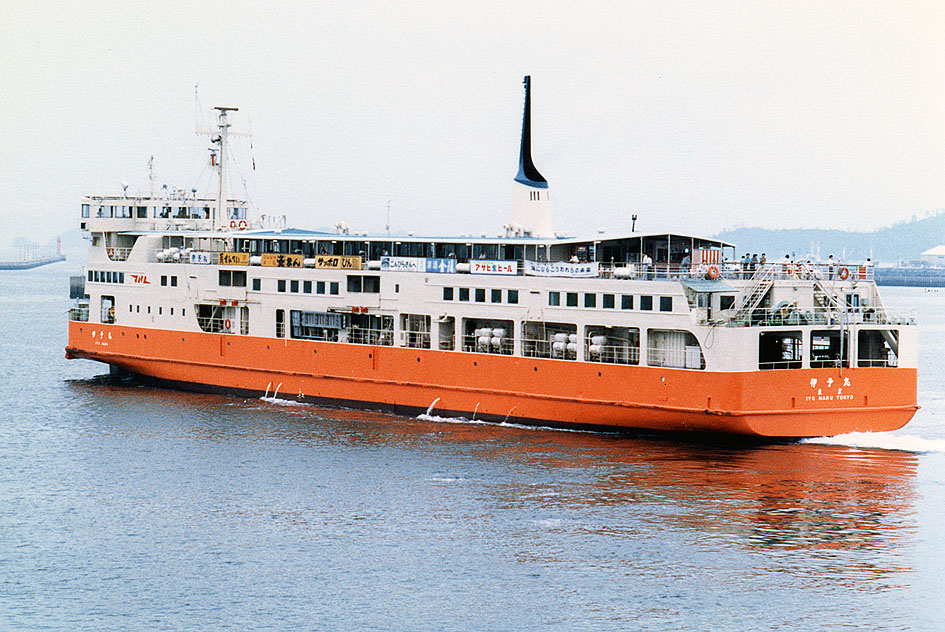
伊予丸
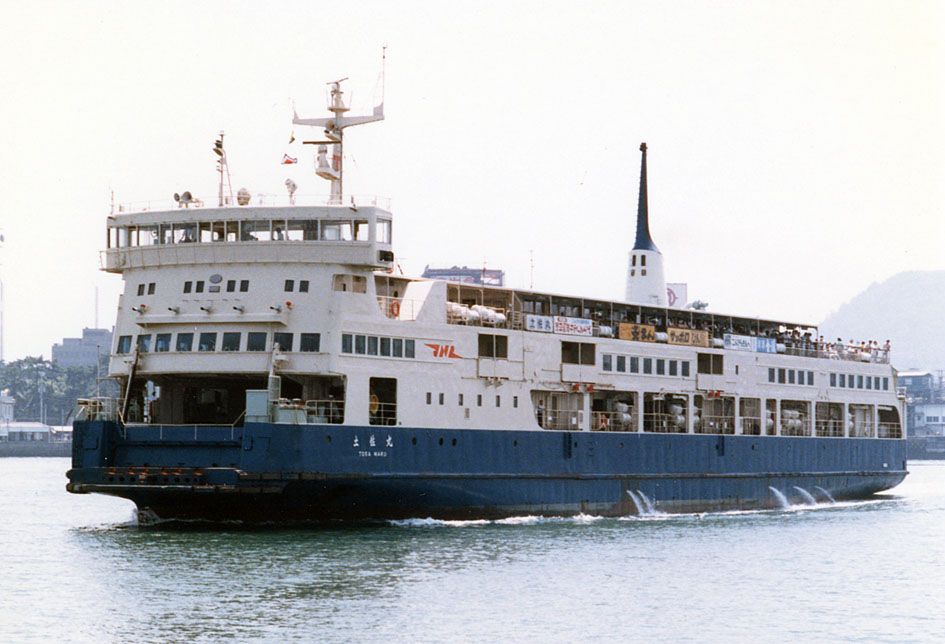
土佐丸
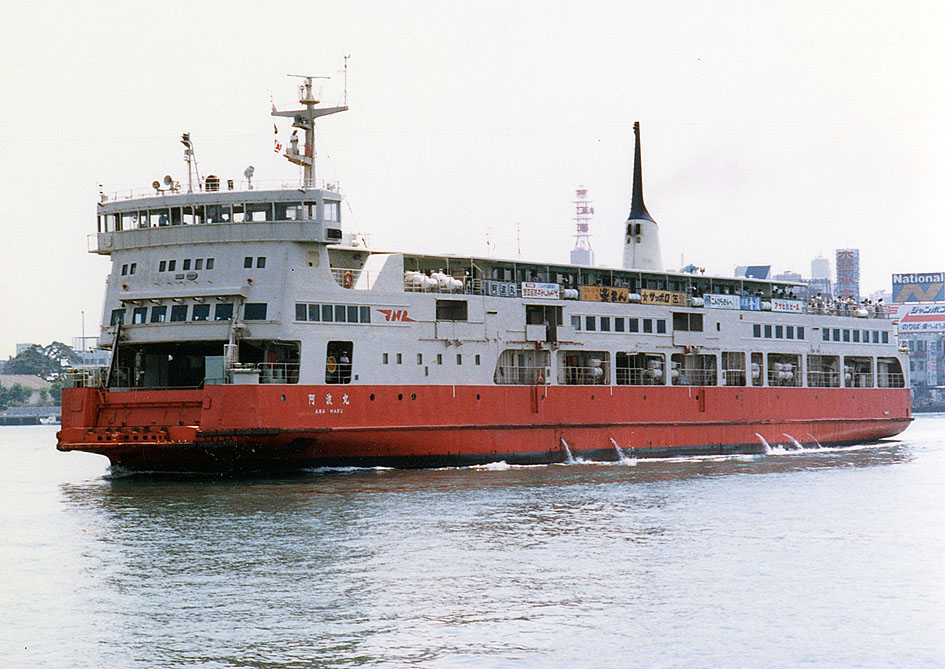
阿波丸
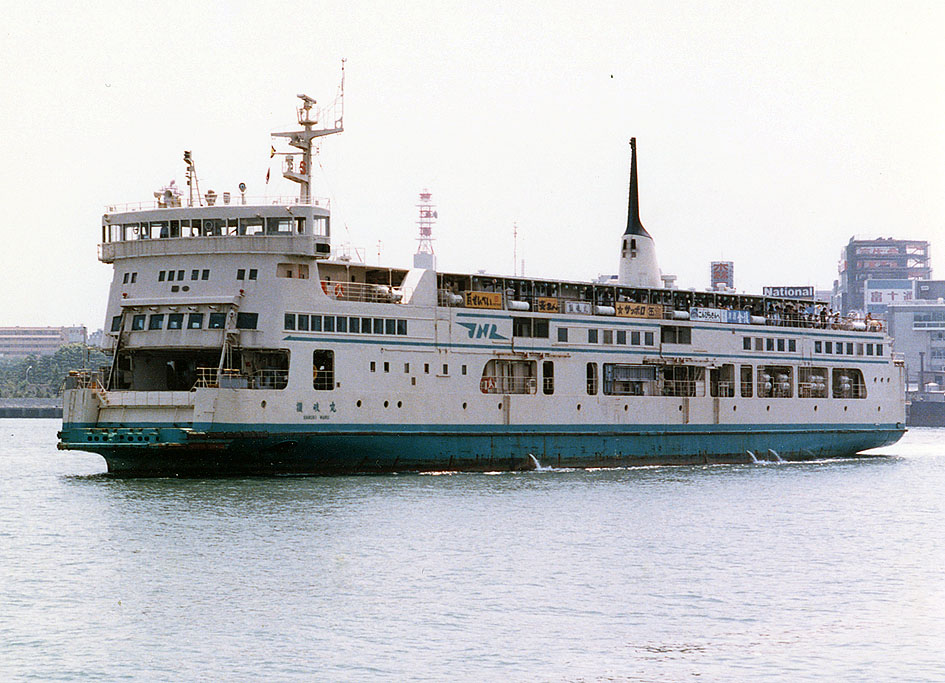
讃岐丸（2代目）
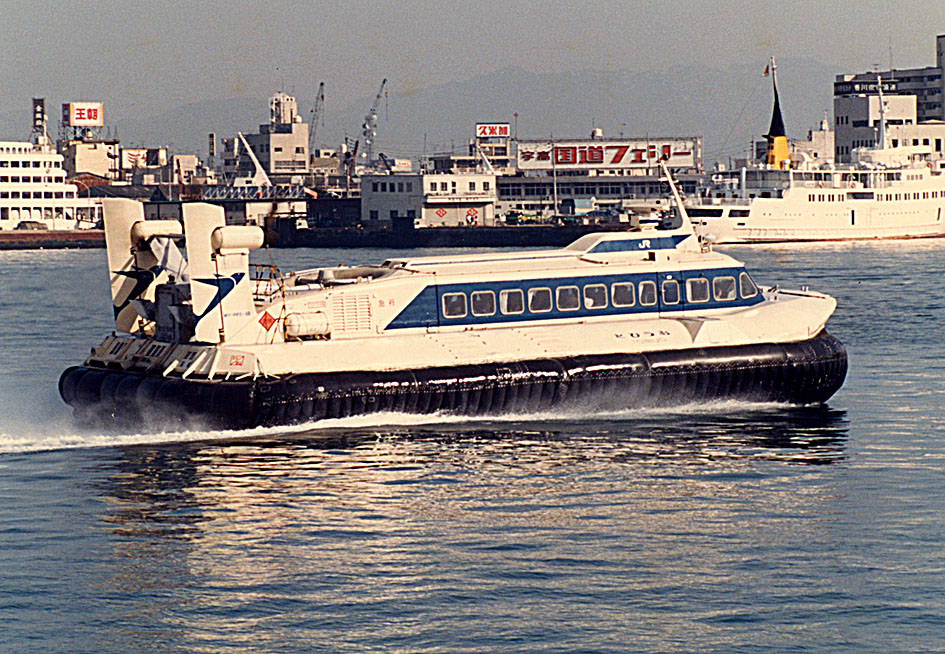
ホーバークラフト とびうお
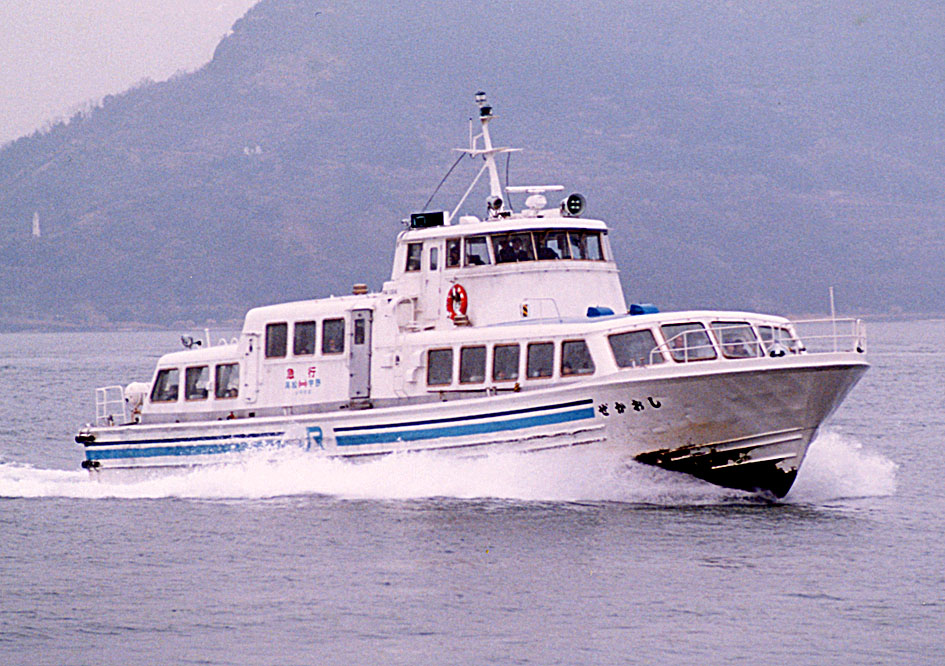
高速艇 しおかぜ

## 逸話
- 連絡船の最盛期、着岸港である宇野駅と高松駅では、連絡船や接続列車の座席を確保するために、列車や船から降りた多くの乗客が凄まじいスタートダッシュをかけることで有名だった。将棋倒しになったり、海に飛び出してしまい死亡、重傷を負った者もいたほどで、半ば「命がけの競争」であった（同じ現象は南海フェリーと接続する徳島県・旧小松島港駅でも見られた）。「四国三大走り」の異名を取るほどであり[14]、笑いの文化人講座でもネタにされている[15]。

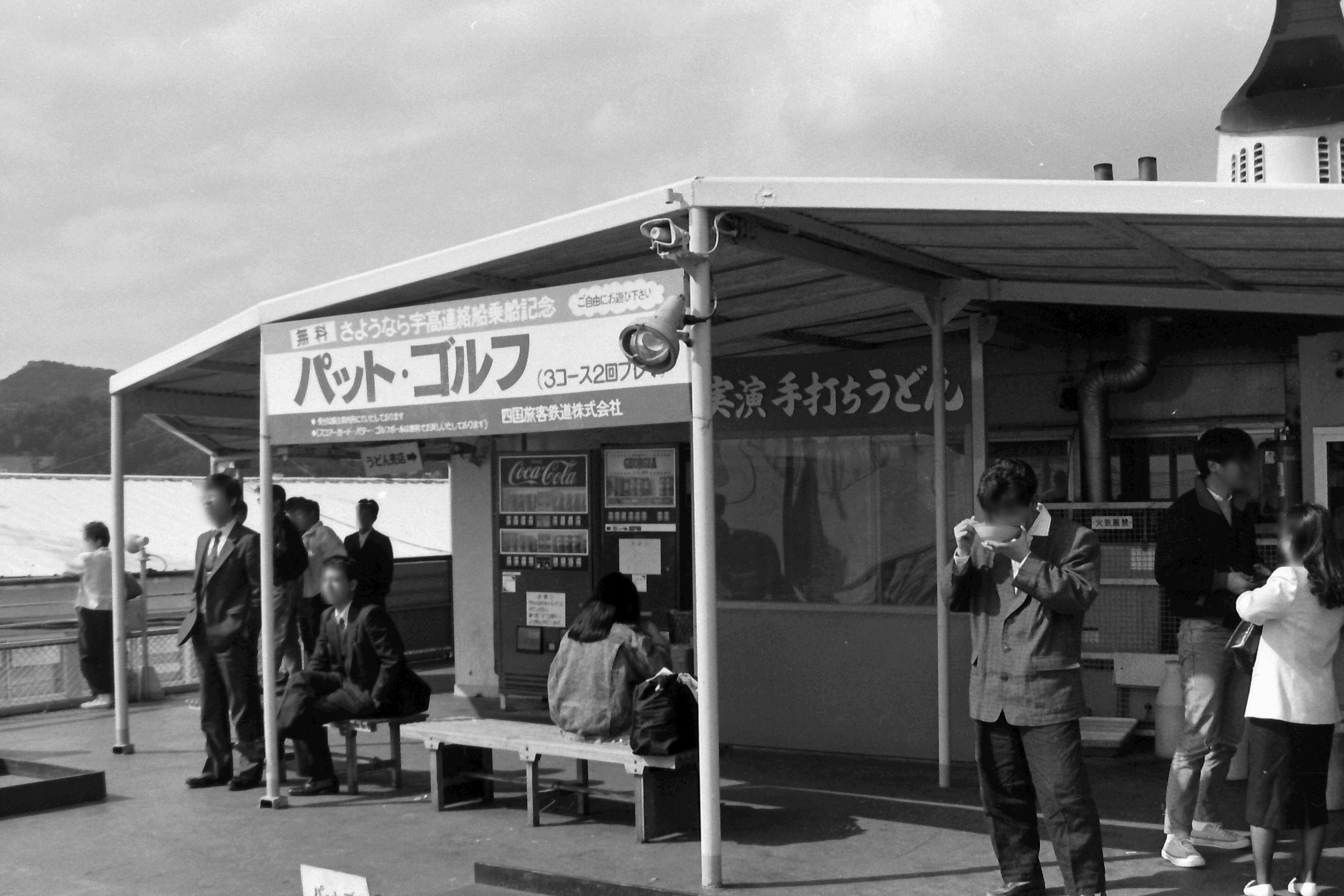
宇高連絡船阿波丸上の立ち食いうどん

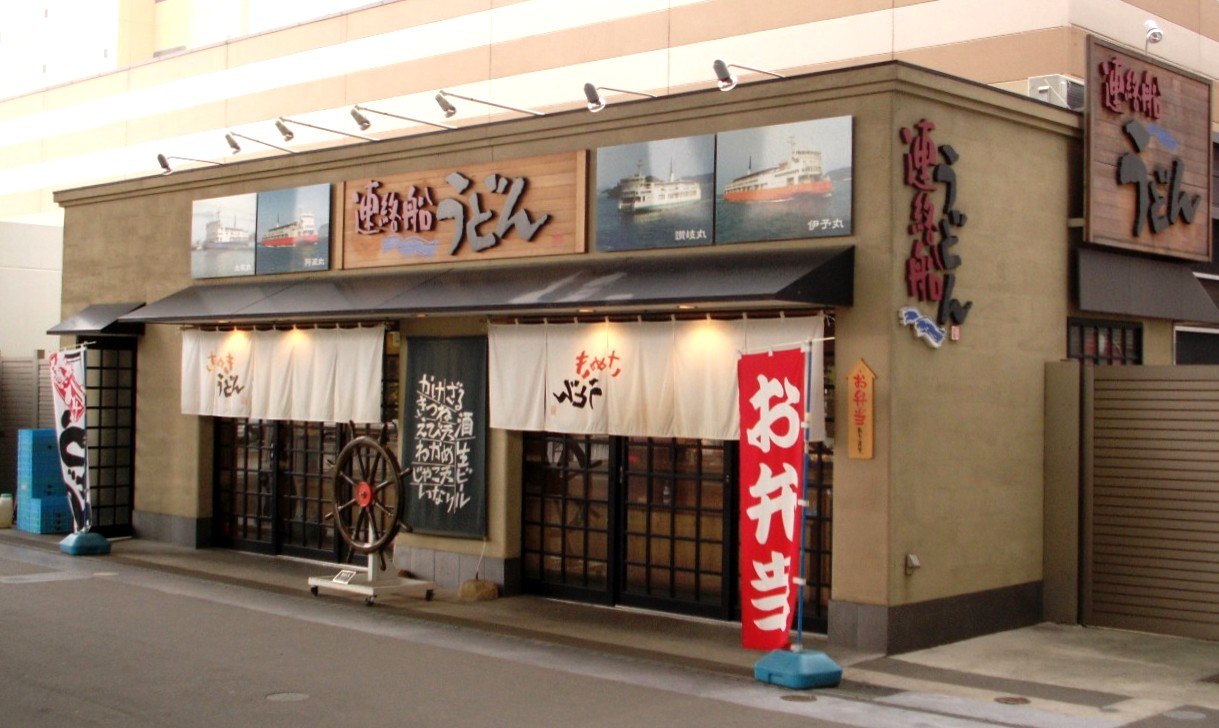
「連絡船うどん」の店

- 宇高連絡船の追憶として、連絡船の甲板で販売されていた讃岐うどんがしばしば挙げられる。
  - 連絡船にうどん店が登場したのは1969年（昭和44年）とされており、約80年の連絡船の歴史の中では最後の約20年間だけの営業であった[16][17]。四国へ向かう連絡船上で供されるうどんは、船上で生麺から茹でず、茹で上げ済みの麺を搭載していた（もっとも、伊予丸型客貨船の船上うどん店は「手打ちうどん」を標榜しており、うどん手打ちの実演も行っていた[18]）。
  - 高松駅構内には当時の連絡船のうどんを参考に味の再現を図った「連絡船うどん」の店があったが、麺はJR四国グループの製麺／うどん店「めりけんや」製だった。連絡船に麺を納入していた製麺所は別に現存するが、そちらの麺は用いなかった。高松駅名物として定着し、旅行客や地元客からの人気は高かったものの、駅周辺の再々開発に伴い2021年11月限りで閉店となった[17][19][20]。
  - 2023年（令和5年）にはJR四国グループの四国キヨスクが土産用の「宇高連絡船うどん」を商品化した[21]。
- ホーバークラフトは時速80kmで航行し、通常の連絡船が所要1時間かかるところを僅か23分で結んだ。「海の新幹線」のキャッチフレーズでビジネス客を筆頭に人気があり、連絡船より後発の便でも途中で連絡船を追い越し、宇野や高松に先着できた。
- 青春18きっぷ利用の際、国鉄時代は「ホーバーを除く」と記載があったが、JR化後は、船急行券を購入することで、ホーバー・高速艇にも乗船可能となった。

## リバイバル運航
2022年9月4日の急行「鷲羽」のリバイバル運行に合わせて、玉野市にあるグループ「宇高連絡船愛好會」が四国汽船の新造フェリー「せと」をチャーターし、宇野・高松間を1往復する連絡船の復活航海を実現させた。
2022年11月13日には、ホーバークラフト就航の日から50年を迎えた節目に、同會が四国汽船の高速旅客船「サンダーバード」をチャーターし、かつてのホーバー航路を辿るツアーを行った。